# Musgrave Park
Musgrave Park, noto per ragioni di sponsorizzazione come Irish Independent Park, è uno stadio di rugby situato in Irlanda, nella città di Cork, uno dei principali centri della provincia di Munster. Musgrave ha una capienza di circa 9 251 posti, per la maggior parte coperti ed è situato sulla Pearse Road nel quartiere di Ballyphehane, un sobborgo nella zona meridionale di Cork.
Lo stadio prende il nome dalla ditta, Musgrave Group, che donò la terra per la sua costruzione. Il lato ovest dello stadio sarà ampliato per garantire un aumento della capacità fino a circa 12 500 posti. I lavori di ampliamento, il cui inizio era previsto per il gennaio 2011, sono stati annullati per mancanza di fondi. Nell'estate del 2011 fu eretta una tribuna temporanea con 4 000 seggiolini. Nel corso di quell'anno la vecchia tribuna ovest fu demolita e fu eretta una struttura temporanea che portò la capienza totale a 10 000 spettatori.
Lo stadio, riaperto nel gennaio 2015 dopo ulteriori ampliamenti, è stato ridenominato Irish Independent Park dopo la stipula di un contratto di sponsorizzazione.

## Uso

### Rugby
Lo stadio ospita le partite casalinghe delle squadre di rugby dei Dolphins RFC e Sunday Well RFC. Occasionalmente a Musgrave Park si disputano le gare del Munster Rugby, più che altro match minori di Pro12 oppure amichevoli pre-stagionali. 

### Calcio
Nel 1991 la squadra di calcio del Cork City vi disputò una partita contro lo Shamrock Rovers e il mercoledì seguente la stessa squadra disputò proprio su questo terreno il match di Coppa UEFA pareggiato per 1-1 contro il Bayern Monaco.

### Football americano
Nel 1989 ha ospitato lo Shamrock Bowl, finale del campionato irlandese di football americano.
| Cork 1989 Shamrock Bowl IV | Dublin Celts | 7 – 6 | Antrim Bulldogs | Musgrave Park |